# Проституция в Уругвае
Проституция в Уругвае была законодательно закреплена в 2002 году законом о секс-работе. До этого проституция не была законодательно закреплена, но не была незаконной, поскольку конституция разрешала любую деятельность, не запрещенную законом. Проституция в настоящее время не является предметом споров.
По оценкам ЮНЭЙДС, в Уругвае работает 8195 проституток.

## Регулирование
Закон Уругвая № 17.515 от 2002 г. — Trabajo Sexual Se Dictan Norma (предписаны стандарты сексуальной работы) — прямо заявляет, что секс-работа является законной, и содержит правила, которые необходимо соблюдать. Он также обязывает правительство информировать секс-работников об их правах и обязанностях, поддерживать их против эксплуатации и предоставлять информацию о сексуальном здоровье.
Закон создал конфиденциальный Национальный реестр секс-работников. Работники секс-индустрии должны быть внесены в Национальный реестр, это требует первоначальных и периодических проверок здоровья с упором на профилактику, обнаружение и лечение заболеваний, передающихся половым путем. Реестр дает работнику лицензию, необходимую для работы в публичных домах. Статья 31 закона предусматривает штрафы за продажу секса без медицинской карты, и их имена заносятся в реестр.
Местные власти могут, после консультации с секс-работниками, создавать местные районы секс-работы. Они не должны находиться рядом с образовательными учреждениями и учитывать мнение местных жителей. Местные власти могут также устанавливать часы работы, диктовать дресс-код и поведение.
Бордели и бары для коммерческого секса разрешены при условии, что они имеют разрешение местной полиции и лицензию. Секс нельзя продавать в массажных салонах.
Законом была учреждена «Национальная почетная комиссия по защите секс-работы», в которую входят два секс-работника.
В 1995 году Banco de Previsión Social (государственный институт социального обеспечения Уругвая) признал секс-работу женщин. В 2009 году был принят закон, признающий мужчин и транс-женщин, занимающихся секс-работой.
Проституция несовершеннолетних (лиц, не достигших совершеннолетия) запрещена, и власти обязаны защищать их от сексуальной эксплуатации и проституции.

## Практика
Проституция должна осуществляться в публичных домах (в Уругвае у них много эвфемистических названий, таких как «викериас» или «касас де масахес»). Обычно бордели используют красный свет в качестве отличительного признака или имеют специальные объявления с названием заведения и наводящей на мысль фразой для привлечения клиентов.
Для открытия публичный дом должен иметь разрешение муниципальных властей и полиции штата, а также следовать определённым правилам, установленным Министерством здравоохранения. Полиция и муниципальные власти несут ответственность за определение того, в каких районах могут существовать публичные дома, с учётом характеристик места. Однако публичные дома могут не функционировать рядом со школами или средними школами.
Несовершеннолетним не разрешается входить в публичные дома, а также выполнять какие-либо действия внутри.
Как и в любом коммерческом учреждении, публичные дома платят налоги и несут обязательства по социальному обеспечению.
Нарушение закона о секс-работе карается штрафом. Сутенерство, сексуальная эксплуатация взрослых и несовершеннолетних в коммерческих целях является незаконным и строго карается. Правительство часто проводит кампании, чтобы убедить туристов и жителей не нанимать и не поощрять малолетнюю проституцию.
В Уругвае есть доминиканские проститутки, которые воспользовались ранее либеральной иммиграционной политикой.

## Организации
Вышеупомянутый закон о сексуальном труде поспособствовал созданию Comisión Nacional Honoraria de Protección al Trabajo Sexual (Национальную почетную комиссию по защите сексуальной работы) при Министерстве здравоохранения, целью которой является консультирование исполнительной власти по этому вопросу, наблюдение за исполнением закона, консультировать секс-работников и продвигать курсы и кампании по половому просвещению по этому поводу.
Был создан профсоюз под названием Asociación de Meretrices Profesionales del Uruguay, созданный в 1986 году, в который входило около 1200 членских организаций секс-работников, и целью которого было сотрудничество между секс-работниками, защита их прав, проведение семинаров и содействие профилактике ЗППП и ВИЧ. Профсоюз даже получил поддержку ЮНФПА. Однако в начале 2015 года он был распущен из-за обвиненийв коррупции своего президента и вице-президента, включая незаконное присвоение пожертвованных земель, предназначенных для ВИЧ-инфицированных женщин, и подарков для бенефициаров.

## Секс-торговля
Уругвай является источником, местом проезда и пунктом назначения женщин и детей, ставших жертвами торговли людьми в целях сексуальной эксплуатации. Уругвайские женщины и девочки, а также в меньшей степени, трансгендерные взрослые и подростки мужского пола подвергаются торговле людьми в целях сексуальной эксплуатации внутри страны. Уругвайских женщин и ЛГБТ заставляют заниматься проституцией в Испании, Италии, Аргентине и Бразилии, однако число выявленных уругвайских жертв, эксплуатируемых за границей, в последние годы уменьшилось. Женщины из Доминиканской Республики и, в меньшей степени, из стран Южной Америки становятся жертвами торговли людьми в Уругвае. Официальные лица Уругвая определили граждан других стран, в том числе Китая и Доминиканской Республики, следующих транзитом через Уругвай в другие пункты назначения, особенно в Аргентину, в качестве потенциальных жертв торговли людьми в целях сексуальной эксплуатации.
Управление Государственного департамента США по мониторингу и борьбе с торговлей людьми относит Уругвай к странам «Уровня 2».